# Långkärret, Närke
Långkärret är en sjö i Askersunds kommun i Närke och ingår i Motala ströms huvudavrinningsområde. Sjöns area är 0,01 kvadratkilometer och den befinner sig 181 meter över havet.